# Campbell-szigeti kárókatona
A Campbell-szigeti kárókatona (Phalacrocorax campbelli) a madarak (Aves) osztályának a szulaalakúak (Suliformes) rendjébe, ezen belül a kárókatonafélék (Phalacrocoracidae) családjába tartozó faj.
A magyar név forrással nincs megerősítve, lehet, hogy az angol név tükörfordítása (Campbell Island Shag).

## Előfordulása
Az Új-Zélandhoz tartozó Campbell-szigetek területén honos.

## Megjelenése
Testhossza 63 centiméter. Tollazata fekete és fehér.